# Noè Ponti
Pour les articles homonymes, voir Ponti (homonymie).
Noè Ponti, né le 1er juin 2001 à Locarno, est un nageur suisse.

## Biographie
Noè Ponti naît le 1er juin 2001 à Locarno, dans le canton du Tessin. Il a une sœur aînée. Il grandit à Gambarogno, dans le même district.
Il est étudiant en physiothérapie depuis septembre 2022.

## Parcours sportif
Il apprend à nager avant l'âge de 3 ans dans la piscine de la villa familiale. Son premier club de natation est le Nuoto Sport Lugano, qu'il rejoint à l'âge de 6 ans.
Le 31 juillet 2021, il remporte la médaille de bronze du 100 m papillon des Jeux olympiques d'été de 2020 de Tokyo en établissant un nouveau record de Suisse de la discipline. Il devient également le premier médaillé olympique tessinois à des Jeux olympiques d'été depuis la cavalière Heidi Robbiani au saut d'obstacle à Los Angeles en 1984.
Le 14 août 2022, il remporte la médaille d'argent du 100 m papillon des Championnats d'Europe 2022 de Rome derrière le Hongrois Kristóf Milák.
En décembre 2023, lors des Championnats d'Europe en petit bassin d'Otopeni, Ponti remporte tout d'abord le 100 m papillon. Son temps de 48 s 47 constitue un nouveau record d'Europe. Il remporte ensuite le 200 m papillon puis le 50 m papillon, devenant le premier nageur à remporter ces trois épreuves dans des championnats d'Europe en petit bassin. Il conclut ces championnats par une médaille d'argent sur 100 mètres quatre nages.
Après les Jeux olympiques d'été de 2024, Ponti décide de quitter le Nuoto Sport Locarno et rejoint le Schwimmklub Uster. Il fait également son école de recrues en tant que sportif d'élite.
Fin octobre 2024, il remporte le 50 m papillon lors de l'épreuve de Coupe du monde en petit bassin à Shanghai, améliorant en série de 8 centièmes (21 s 67) le record du monde détenu conjointement par Nicholas Santos et Szebasztián Szabó (en). Il améliore cette marque de 17 centièmes (21 s 50) deux semaines plus tard. Le premier jour des championnats du monde en petit bassin 2024 de Budapest, il bat de nouveau ce record du monde lors des demi-finales avec un temps de 21 s 43. Le lendemain, il améliore encore cette marque lors de la finale avec 21 s 32. Avec ce titre sur 50 m papillon, il devient le premier suisse champion du monde de natation en bassin. Il bat le record des championnats du monde lors des demi-finales du 100 m quatre nages, puis remporte un deuxième titre en battant à nouveau le record des championnats. Il remporte une troisième médaille d'or le samedi en remportant également le 100 m papillon.

## Palmarès

### Jeux olympiques
- Jeux olympiques d'été de 2020 à Tokyo (Japon) :
  -  Médaille de bronze du 100 m papillon.

### Championnats du monde

#### Grand bassin
- Championnats du monde 2025 à Singapour :
  -  Médaille d'argent du 50 m papillon
  -  Médaille d'argent du 100 m papillon

#### Petit bassin
- Championnats du monde 2021 à Abou Dabi (Émirats arabes unis) :
  -  Médaille d'argent du 200 m papillon

- Championnats du monde 2022 à Melbourne (Australie) :
  -  Médaille d'argent du 50 m papillon
  -  Médaille de bronze du 200 m papillon

- Championnats du monde 2024 à Budapest (Hongrie) :
  -  Médaille d'or du 50 m papillon
  -  Médaille d'or du 100 m papillon
  -  Médaille d'or du 100 m quatre nages

### Championnats d'Europe

#### Grand bassin
- Championnats d'Europe 2022 à Rome (Italie) :
  -  Médaille d'argent du 100 m papillon.

#### Petit bassin
- Championnats d'Europe 2023 à Otopeni (Roumanie) :
  -  Médaille d'or du 50 m papillon.
  -  Médaille d'or du 100 m papillon.
  -  Médaille d'or du 200 m papillon.
  -  Médaille d'argent du 100 m quatre nages.